# کارل فابریتیوس
کارل فابریتیوس (هلندی: Carel Fabritius; ۱۶۲۲ – ۱۲ اکتبر ۱۶۵۴) نقاش اهل هلند بود.
وی که از شاگردان رامبرانت نقاش مشهور هلندی بوده بیشتر آثارش با موضوع چهره‌نگاری و انسان‌ها بوده است.

## نگارخانه

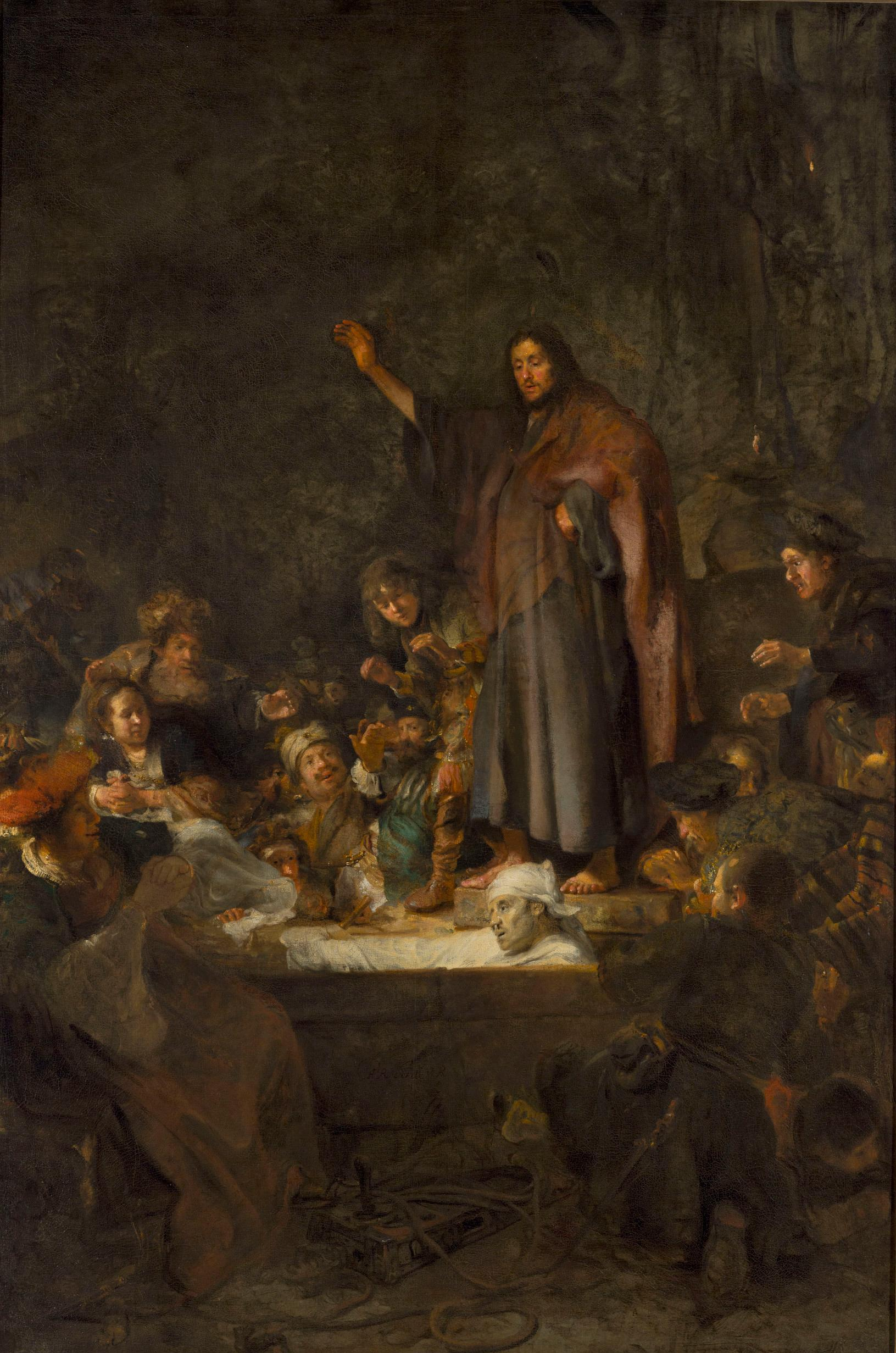
قیام لازاروس حوالی ۱۶۴۳ م. موزه ملی ورشو
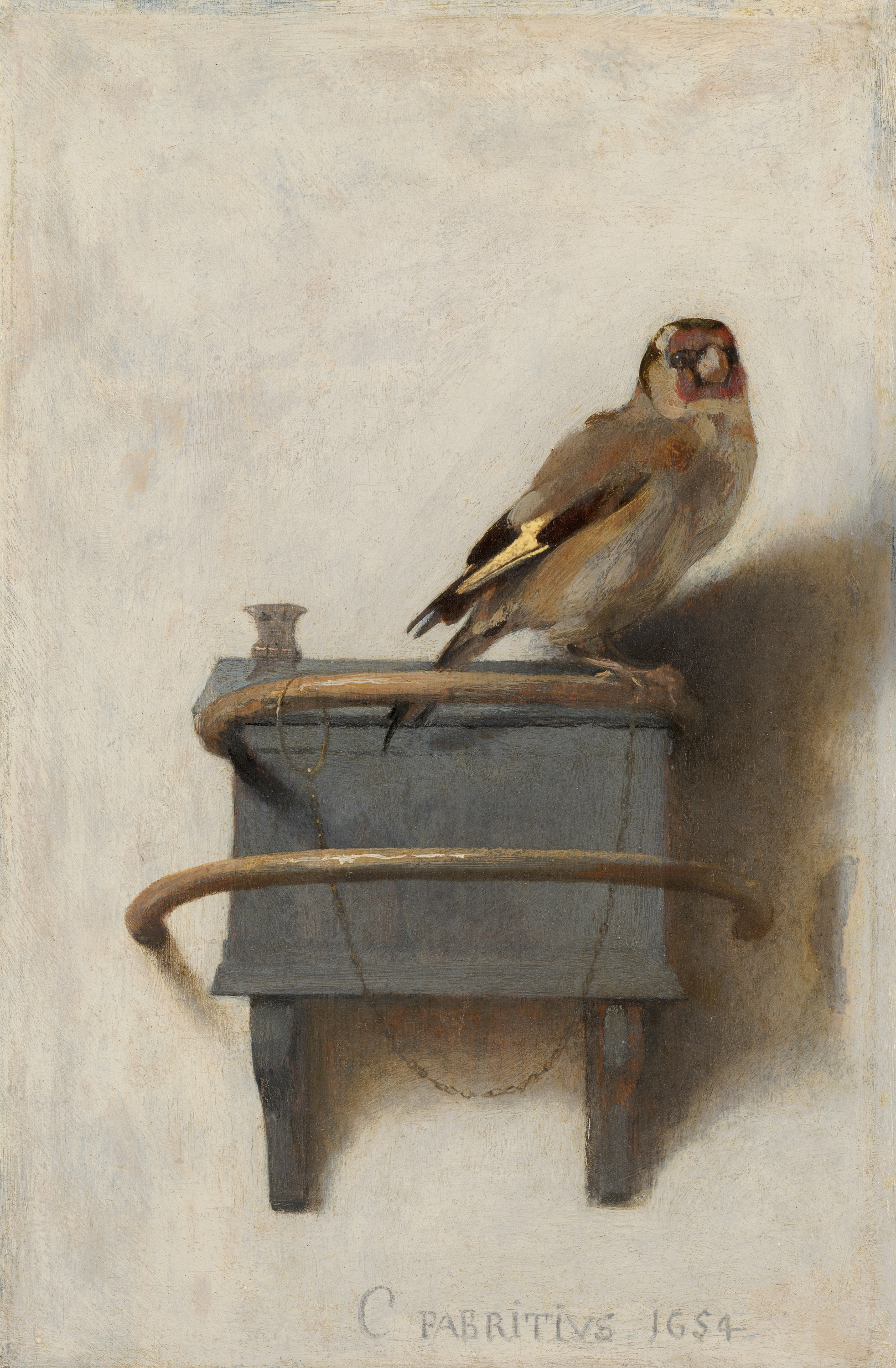
سهرهٔ طلایی ۱۶۵۴ م. موزه مائریتشویس
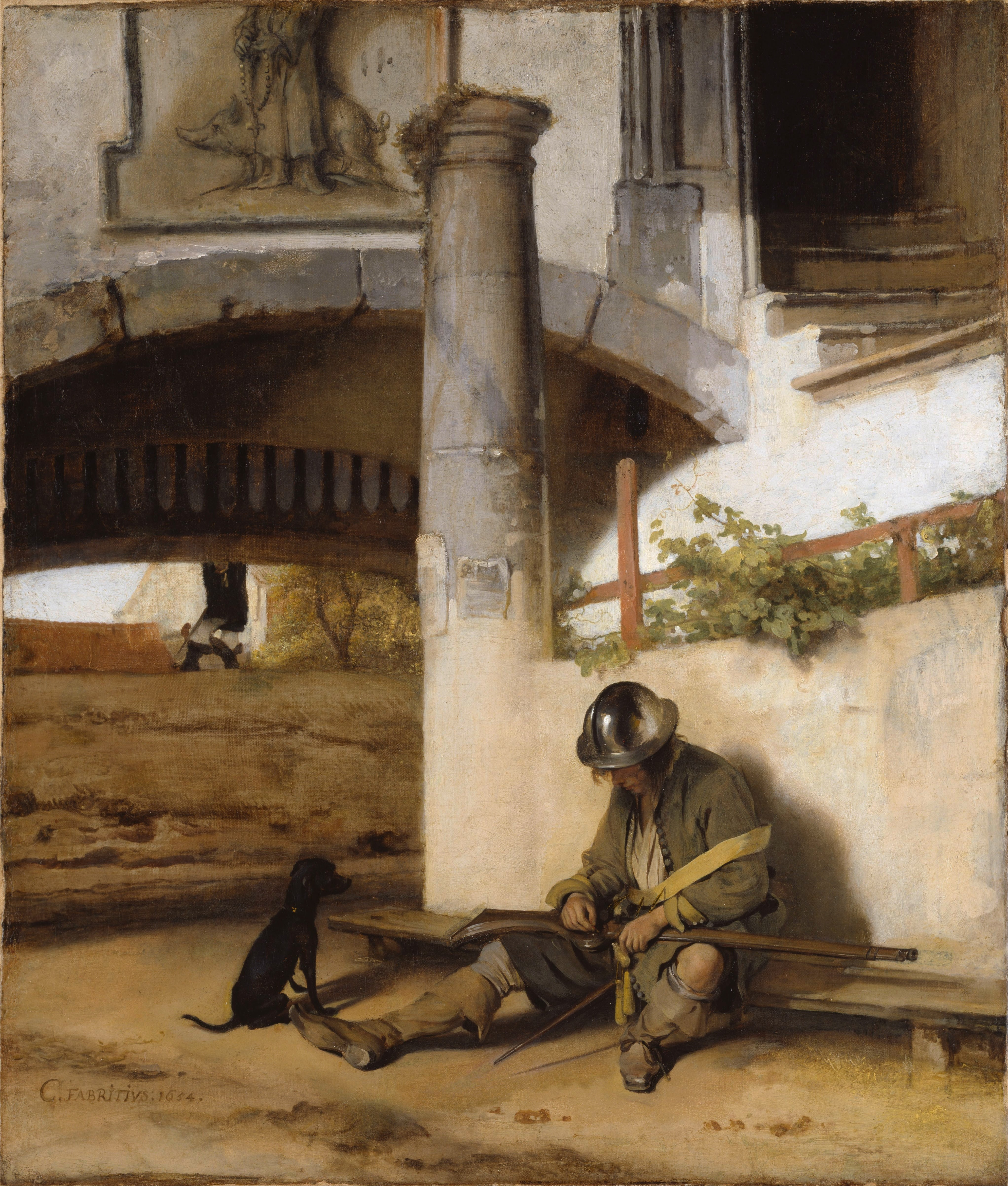
نگهبانِ خسته
۱۶۵۴ م.
Staatliches Museum Schwerin